# Río Itiyuro
El río Itiyuro o Caraparí es un curso de agua que nace en el sur del departamento de Tarija, Bolivia, antes de ingresar a la provincia de Salta, Argentina.

## Características
El río Caraparí nace de la unión de los arroyos Saladillo y San Antonio, corrientes que drenan la margen este de la Serranía del Aguaragüe, al sudeste de la localidad de Padcaya, en Bolivia. A corta distancia cruza el límite con la Argentina, donde recibe aportes hídricos de las laderas de la sierra de Tartagal y del Alto de Macueta. Fluye en dirección sudeste y atraviesa el departamento General José de San Martín.
Su régimen es pluvial, y sólo lleva mucho caudal durante la intensa estación de lluvias, principalmente en verano. En su estado natural era un río de aguas claras, que no transportaba sedimentos en suspensión, pero la deforestación asociada a la agricultura y a la explotación petrolífera han modificado esas condiciones, por lo que en la actualidad transporta una gran cantidad de sedimentos.
Poco antes de cruzar la ruta nacional 34 en las cercanías de Campo Durán, recibe la quebrada de Madrejones, y a partir de allí se denomina río Itiyuro; luego recibe su último afluente, el arroyo Icuá, e inicia su curso bajo, en una región muy llana, donde derrama en numerosas lagunas y cambia frecuentemente de cauce debido a los sedimentos que deposita. Ingresado al departamento Rivadavia, se pierde en los bañados de Tonono, no lejos de la localidad de Coronel Juan Solá.
Durante la década de 1970 se construyó en su último paso entre sierras el Dique Itiyuro, con fines de regulación de caudal, entre las localidades de Aguaray y Salvador Mazza. Pero el mismo quedó completamente colmatado en el año 1982; desde entonces, el dique está reducido únicamente a un mero remanso, que se aprovecha como toma de agua para la ciudad de Tartagal y las demás localidades de la zona. Aun así, requiere continuas obras de mantenimiento.